# پامچال سرمادوست
پامچال سرمادوست، پامچال قفقازی (نام علمی: Primula algida) نام یک گونه از سرده پامچال است.